# Наркевич, Иван Иосифович
Иван Иосифович Наркевич (16 августа 1938, Пуховка, Поставский район — 18 сентября 2015, Уфа) — советский рабочий, бульдозерист строительно-монтажного управления № 7 треста «Востокнефтепроводстрой». Полный кавалер ордена Трудовой Славы. Почётный работник Министерства нефтегазового строительства СССР (1988).

## Биография
Родился в деревне Пуховки Лучайской гмины Поставского повета Виленского воеводства Польши, ныне — Поставского района Витебской области Белоруссии. Образование — среднее.
В 1957—1960 гг. служил в Советской Армии.
Место работы: c 1960 г. работал трактористом комплексной геологической экспедиции № 2 института «Ленгидропроект», а затем в Центральной комплексной сейсмической экспедиции. С 1964 г. — слесарь депо железнодорожной станции Тайга Западно-Сибирской железной дороги, с 1966 г. — слесарь строительно-монтажного управления № 8 треста «Нефтепроводмонтаж» Якутской АССР. С 1968 г. работал в Башкирии бульдозеристом строительно-монтажного управления № 7 треста «Востокнефтепроводстрой».
Участвовал в строительстве магистральных нефтегазопроводов, компрессорных и нефтеперекачивающих станций, а также других нефтегазовых объектов, жилья и дорог в Средней Азии, Оренбургской, Тюменской, Свердловской областях, Якутской АССР и других регионах СССР.
В 1998 году вышел на пенсию. Жил в городе Уфа.

## Награды
За многолетнюю добросовестную работу на объектах нефтегазового строительства И. И. Наркевич награждён орденом Трудовой Славы I (1987), II (1983), III (1974) степени, медалями.